# 픽트인

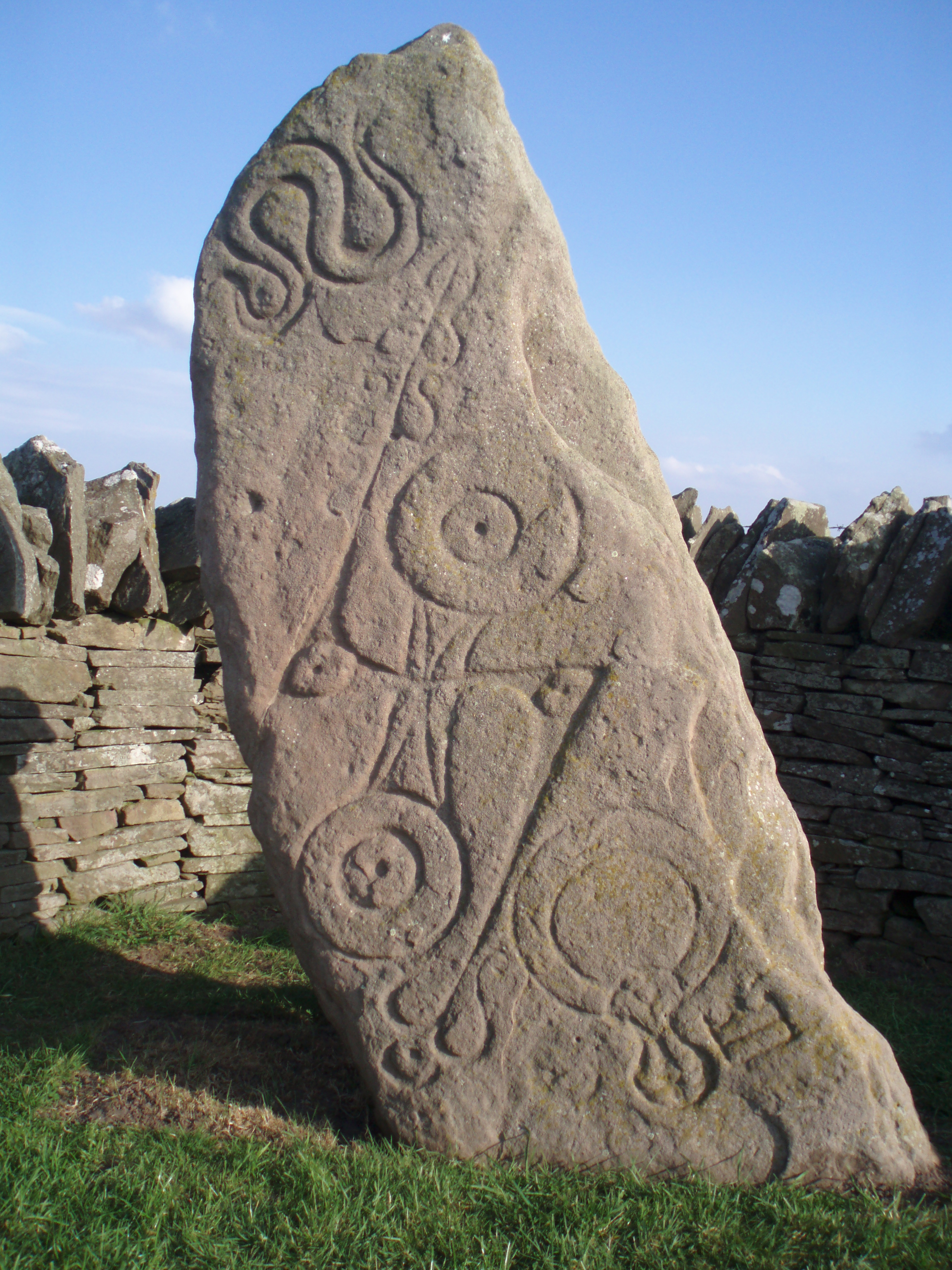
픽트인의 석조물

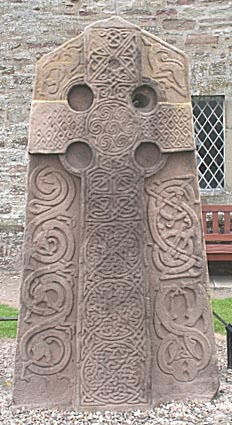
픽트족의 십자가

픽트인(Picts)은 고대 브리튼섬의 민족으로, 로마 제국 시기부터 10세기까지 스코틀랜드 동부 및 북부에 거주하던 부족들이다. 현대에 여러 논쟁은 있으나 일반적으로는 켈트계 민족이었던 것으로 여겨진다. 대략 11세기의 알바 왕국 시대에는 스코트인에 완전히 동화된 것으로 추정된다.

## 이름
픽트(Pict)라는 이름은 라틴어 핀게레(Pingere)에서 온 것으로 얼굴에 문신이나 색을 넣었다는 의미이다. 에메니우스는 297년 자신의 저서에서 이들을 픽트인이라 기록하고 있다. 픽트인이 스스로를 부른 이름은 전해지지 않는다.

## 기록
픽트인과 관련한 기록은 매우 적은 편이다. 6세기 베다 베네라빌리스가 남긴 《잉글랜드 교회사, Historia ecclesiastica gentis Anglorum》 등에서 언급되고 있다. 오랫동안 픽트인은 그 생활상이 밝혀지지 않은 신비스런 부족으로 남아 있었다. 최근 유럽 각지의 고대 말과 중세 초의 역사를 비교하면서 픽트인에 대해 보다 자세한 이해가 이루어지고 있다.
영국 내 픽트인의 거주지는 대체로 포스강과 클라이드강 이북 지역이었으며, 로마 시대 역사가들과 클라우디오스 프톨레마이오스의 세계지도에 언급된 바 현재 스코틀랜드 지역의 칼레도니아인들의 후손으로 추정되는데, 브리튼 켈트인들과는 적대하며 사이가 좋지 않았다. 브리튼인들이 앵글족과 색슨족에 원병을 청한 이유도 픽트인과 스코트인의 브리튼 원주민 압박의 배경이 있었다.
고대후기 및 중세에 쓰인 픽트인에 관한 여러 기록들은 그들을 스키티아에서 온 사나운 이민족으로 묘사하나 명확한 근거는 발견된 바 없다. 6세기의 영국 수도승이었던 길다스가 기록하기를 털이 부수수하고 아무것도 걸치지 않은 픽트인들이 배에 나누어 타고 로마인들이 버리고 간 스코틀랜드 지방에 처음으로 정착하였다고 하여, 이들을 브리튼 원주민이 아닌 것으로 기록하고 있다. 기원후 800년대에 영국 수도승 네니우스(Nennius)는 픽트인은 처음 오크니 제도에 정착한 후 남쪽으로 침입했다고 했고, 8세기초 노섬브리아 성직자 비드는 픽트인들이 보트를 타고 항해하다가 폭풍에 밀려 영국에 상륙했다고 기록했다. 픽트인은 처음 북아일랜드로 갔지만 켈트족이 나눠줄 땅이 없다고 하자 북부 영국으로 건너갔다는 것이다. 한편 일부 기록은 현대 학계에서 사실성이 부정되기도 한다.

## 역사

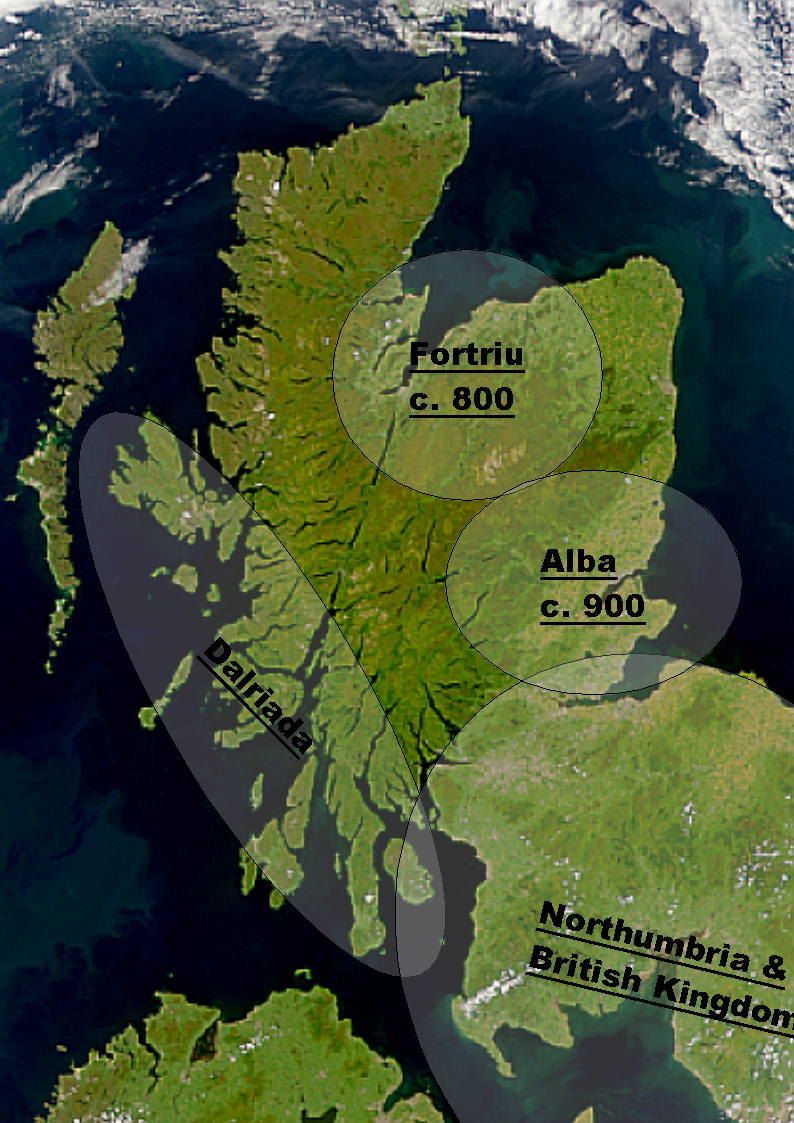
900년 경 스코틀랜드의 국가
서부의 달 리아타, 북동부의 포트리우는 픽트인의 부족 연맹체였다. 남부에 후일 스코틀랜드 왕국으로 발전한 알바 왕국이 위치해 있다.

픽트인은 철기 시대부터 영국에 살기 시작한 것으로 보인다. 유럽의 고대 말기에 픽트인이 몇 개의 부족으로 나뉘어 있었는지는 정확히 알려진 바가 없다. 다만 픽트인은 로마 제국의 성장과 밀접한 연관을 맺고 있었으며 그들의 주요 거점은 현재 스코틀랜드 칼레도니아였다. 픽트인의 역사의 시작 점이 정확히 어떤 시대인지 역사가들은 규정하지 못하고 있는데, 이것은 구분과 명칭의 의미가 시대에 따라 변형되어 정확한 판단 근거가 부족하기 때문이다. 적어도 고대 후기 이전에는 픽트랜드 지역에 여러 픽트족 소국가들이 달 리아타 등 연합체를 형성하기에 이르렀다.
이른바 암흑 시대라 불리던 유럽의 중세 초기에 이르러 픽트인에 대한 본격적인 기록이 이루어졌다. 이는 그 이전의 시기와 달리 스코틀랜드 북부에 강력한 권력이 등장하였기 때문이다. 서부의 달 리아타 왕국은 7세기 경 앵글족의 왕국이었던 베르니시아의 속국이 되었는데, 베르니시아는 후일 노섬브리아 왕국으로 성장하여 당시 브리튼섬에서 가장 강력한 왕국이 된다. 9세기에 바이킹의 침공으로 달 리아타는 멸망하였고, 바이킹의 왕 케틸 플레이트노우즈는 맨섬, 아이슬란드와 더불어 달 리아타를 자신의 영토로 삼으며 아이슬의 군주 칭호를 사용하였다.
840년대 무렵 케네스 맥알핀이 바이킹에 대항하여 군대를 일으키고 후일 알바 왕국을 건립한다. 알바 왕국은 10세기경부터 주변의 픽트인 왕국을 정복하였으며 11세기 무렵 스코틀랜드 전역을 자신의 영토로 하게 되었다. 이로써 픽트인이라는 명칭은 바이킹이 영국에 들어면서 자연스럽게 소멸되었고, 북부 픽트인은 스코트족에, 중부 픽트인은 앵글족에 완전히 동화되었다.

## 문화
픽트인은 모계상속 사회였다. 왕실 혈통이 여성 핏줄로 계승되었는데, 이것은 스코틀랜드 하이랜드 부족에게서도 나타나는 풍습이다. 아이들의 양육은 친부가 아닌 양부에게 맡겨졌다고 한다. 이들은 어려서부터 무사 교육을 받았고 사냥을 즐겼다고 한다.
픽트어는 픽트인 문화와 함께 대략 11세기 이전까지 사멸하여 기록이 풍부하지 않다. 《잉글랜드 교회사》에서는 브리튼인, 아일랜드인, 잉글랜드인 모두와 다른 언어를 사용한다고 기록되기도 했다. 픽트어의 실체의 관해서는 크게 다음과 같은 가설들이 있다.
- 도서 켈트어군의 일종이었다.
- 고대 영어와 가까운 게르만어파의 언어였으며, 이후 스코트어의 기반이 되었다.
- 바스크어와 같이 인도유럽어 계통이 아닌 청동기 시대부터 존재하던 토착 언어였다.

다만 현대에는 지명, 인명 등의 기록을 통해 픽트어가 고대 웨일스어와 같이 브리튼어군에 속하는 켈트계 언어였을 가능성이 높다고 여겨지고 있다.

## 같이 보기
- 스코트족
- 앵글족
- 색슨족
- 주트족
- 켈트족
- 데인족
- 노르만족
- 이베리아족
- 스키타이
- 노섬브리아
- 아이슬란드